# Симанов, Александр Михайлович
Алекса́ндр Миха́йлович Сима́нов (1 ноября 1918 — 23 декабря 1977) — командир пулемётного взвода 4-го эскадрона 60-го гвардейского кавалерийского полка 16-й гвардейской Черниговской кавалерийской дивизии, сформированной в декабре 1941 года в городе Уфе, как 112-я Башкирская кавалерийская дивизия, 7-го гвардейского кавалерийского корпуса 61-й армии Центрального фронта, гвардии лейтенант. Герой Советского Союза.

## Биография
Родился 1 ноября 1918 года в селе Успенское (ныне — Мокшанского района Пензенской области) в семье рабочего. Русский. Член ВКП/КПСС с 1944 года. Окончил 7 классов.

Памятник на могиле Александра Симанова на Новозападном кладбище г. Пензы

В Красной Армии с 1940 года. На фронте в Великую Отечественную войну с июля 1941 года.
Командир пулемётного взвода 60-го гвардейского кавалерийского полка гвардии лейтенант Александр Симанов в числе первых на подручных средствах 24 сентября 1943 года преодолел реку Днепр у деревни Нивки Брагинского района Гомельской области Белоруссии и завязал бой на правом берегу, чем обеспечил развёртывание подразделений полка. 28 сентября 1943 года была освобождена деревня Вялье Брагинского района, и 60-й гвардейский кавалерийский полк продолжал развивать наступление в направлении деревни Галки. Но между этими двумя населёнными пунктами была укреплённая гитлеровцами высота, с которой они вели интенсивный пулемётный, а из деревни Галки — артиллерийский огонь. Не овладев высотой, продолжать наступление было бессмысленно и невозможно. Здесь наступал 4-й эскадрон гвардии старшего лейтенанта Карцева П. И., но он вскоре погиб во время атаки. Командование эскадроном принял на себя гвардии лейтенант Симанов А. М., который решил обойти высоту и нанести удар с тыла. Гвардейцы-кавалеристы по перелеску перебежками пошли в обход, и, обнаружив небольшое пространство между вражескими боевыми порядками, по высокой траве ползком с пулемётами приблизились к высоте. Выбрав позиции, они открыли по противнику огонь из пулемётов. Господствующая высота была успешно захвачена, и путь 4-му кавалерийскому эскадрону на деревню Галки был открыт.
Указом Президиума Верховного Совета СССР «О присвоении звания Героя Советского Союза генералам, офицерскому, сержантскому и рядовому составу Красной Армии» от 15 января 1944 года за «образцовое выполнение боевых заданий командования на фронте борьбы с немецкими захватчиками и проявленными при этом отвагу и геройство» гвардии лейтенанту Симанову Александру Михайловичу присвоено звание Героя Советского Союза с вручением ордена Ленина и медали «Золотая Звезда».
После войны капитан Симанов А. М. — в запасе. Жил в городе Пензе. Работал мастером на дизельном заводе.
Скончался 23 декабря 1977 года. Похоронен на Новозападном кладбище г. Пензы.
Награждён орденом Ленина, орденами Красного Знамени, Суворова 3-й степени, Отечественной войны 1-й степени, Красной Звезды, медалями.
Память
Имя А. М. Симанова высечено золотыми буквами на мемориальных досках вместе с именами всех 78-и Героев Советского Союза 112-й Башкирской кавалерийской дивизии, установленных в Национальном музее Республики Башкортостан и в Музее 112-й Башкирской кавалерийской дивизии.